# Mikael Maruotto
Mikael Maruotto, né le 3 avril 1991 à Ambilly en France, est un joueur professionnel de basket-ball évoluant au poste d'arrière et d'ailier.

## Biographie
Mikael Maruotto commence sa carrière de basketteur en 1997 en intégrant le club de Bernex, à Genève. Il passe par toutes les catégories pour terminer en 2008-2009 dans l'équipe première, en LNB. Durant cette saison, il évolue également en équipe des moins de vingt ans (U20), équipe avec laquelle il obtient le titre de champion de Suisse en juin 2009. 
Lors de la saison 2009-2010, il entame sa carrière professionnelle en intégrant le club formateur de Pro A française de Vichy. Bien que faisant partie de l'effectif professionnel et participant à la préparation d'avant-saison, il évolue principalement avec l'équipe espoir, ne disputant qu'une seule rencontre officielle avec l'équipe fanion face à l'ASVEL Lyon-Villeurbanne .

## Clubs
- 1997-2009 :  Bernex Genève (LNB)
- 2009-2010 :  JA Vichy (Pro A)
- 2010-2016 :  Lions de Genève (LNA)
- 2016-2017 :  BBC Monthey (LNA)
- 2017-2018 :  Union Neuchâtel (LNA)
- 2018-2019 :  BBC Monthey (LNA)
- 2019-2020 :  Lions de Genève (LNA)

## Palmarès
- Saison 2007-2008: Champion de Genève U17,de Romandie et vice-champion Suisse (meilleur marqueur du Final Four) (Bernex basket)
- Saison 2007-2008: Vice-champion Suisse U17 avec la sélection de Genève
- Saison 2008-2009: Champion Suisse U20 (Bernex basket) ,Vainqueur et MVP du Tournoi international de Genève U18 avec la sélection de Genève
- Saison 2010-2011: Champion Suisse LNB (Bernex basket)
- Saison 2011-2012: Vice-champion Suisse LNA (Lions de Genėve)
- Saison 2012-2013: Champion Suisse LNA et Vainqueur de la Coupe de la League (Lions de Genėve)
- Saison 2013-2014: Vainqueur de la Coupe Suisse (Lions de Genėve)
- Saison 2014-2015: Champion Suisse LNA et Vainqueur de la Coupe de la League (Lions de Genėve)
- Saison 2016-2017: Champion Suisse LNA,  Vainqueur de la SBL Cup (BBC Monthey)
- Saison 2019-2020: Vainqueur de la Super Cup (Lions de Genėve)
- Saison 2020-2021: Vainqueur de la SBL Cup et de la Coupe Suisse  (Lions de Genėve)